# Thuidium pellucens
Thuidium pellucens är en bladmossart som beskrevs av Ferdinand François Gabriel Renauld och Jules Cardot 1894. Thuidium pellucens ingår i släktet tujamossor, och familjen Thuidiaceae. Inga underarter finns listade i Catalogue of Life.